# Boomerang Németország
A Boomerang Németország (németül: Boomerang Deutschland) a Boomerang rajzfilmadó német változata. 2006. június 1-jén indult, és elérhető Németországban, Ausztriában és Svájcban. Ebben a régióban a Cartoonito a Boomerang része. A Cartoonito 2011 szeptemberében indult és ezzel egy időben a sixx és a kabel eins adókon is megjelent, mint műsorblokk. 2013-ban indult a Boomerang nagy felbontású változata. 2018. október 1-jén a német Boomerang megszűnt, helyette a közép-kelet európai feed volt látható egy ideig angolul, majd mindmáig németül látható.

## Műsorok
- A Jetson család
- Tom és Jerry
- A Rózsaszín Párduc és barátai
- Scooby-Doo
- Frédi és Béni, avagy a két kőkorszaki szaki
- Maci Laci
- Turpi úrfi
- Popeye, a tengerész
- The Tex Avery Show
- Hupikék törpikék
- Taz-mánia
- Szilveszter és Csőrike kalandjai
- Szuperdod kalandjai
- Pöttöm kalandok
- Animánia
- Freakazoid!
- Beetlejuice
- Piri, Biri és Bori
- Bárány a nagyvárosban
- Időcsapat
- Lucky Luke
- Muppet Babies